# Lobotidae
Lobotidae (Zeebladvissen) zijn een familie van straalvinnige vissen uit de orde van Baarsachtigen (Perciformes).

## Geslacht
- Lobotes Cuvier, 1830